# 5144 Achates
Az 5144 Achates (ideiglenes jelöléssel 1991 XX) egy kisbolygó a Naprendszerben. Carolyn Shoemaker fedezte fel 1991. december 2-án.